# Manutane
Manutane (Manu Tanen, Manetane) ist eine osttimoresische Aldeia im Suco Liurai (Verwaltungsamt Remexio, Gemeinde Aileu). 2015 lebten in der Aldeia 157 Menschen.

## Geographie und Einrichtungen
Die Aldeia Manutane bildet den Nordwesten des Sucos Liurai. Südöstlich befindet sich die Aldeia Cotomori und nordöstlich die Aldeia Laraluha. Im Südwesten grenzt Manutane an den Suco Acumau und im Nordwesten an den zur Gemeinde Dili gehörenden Suco Hera (Verwaltungsamt Cristo Rei). In der Aldeia entspringt der Cotomori, der nach Süden abfließt. Der Bach gehört zum System des Nördlichen Laclós.
Im Grenzgebiet zu Cotomori verläuft eine kleine Straße, die zeitweise tiefer nach Manutane führt, bis zum Weiler Titilala-Cotomori, der am Bach Cotomori liegt. Im Osten von Manutane liegt das Dorf Ailumar-Manutane und in der Ostspitze stehen die Kapelle São Francisco und die Grundschule des Sucos.